# Transportation Safety Board of Canada

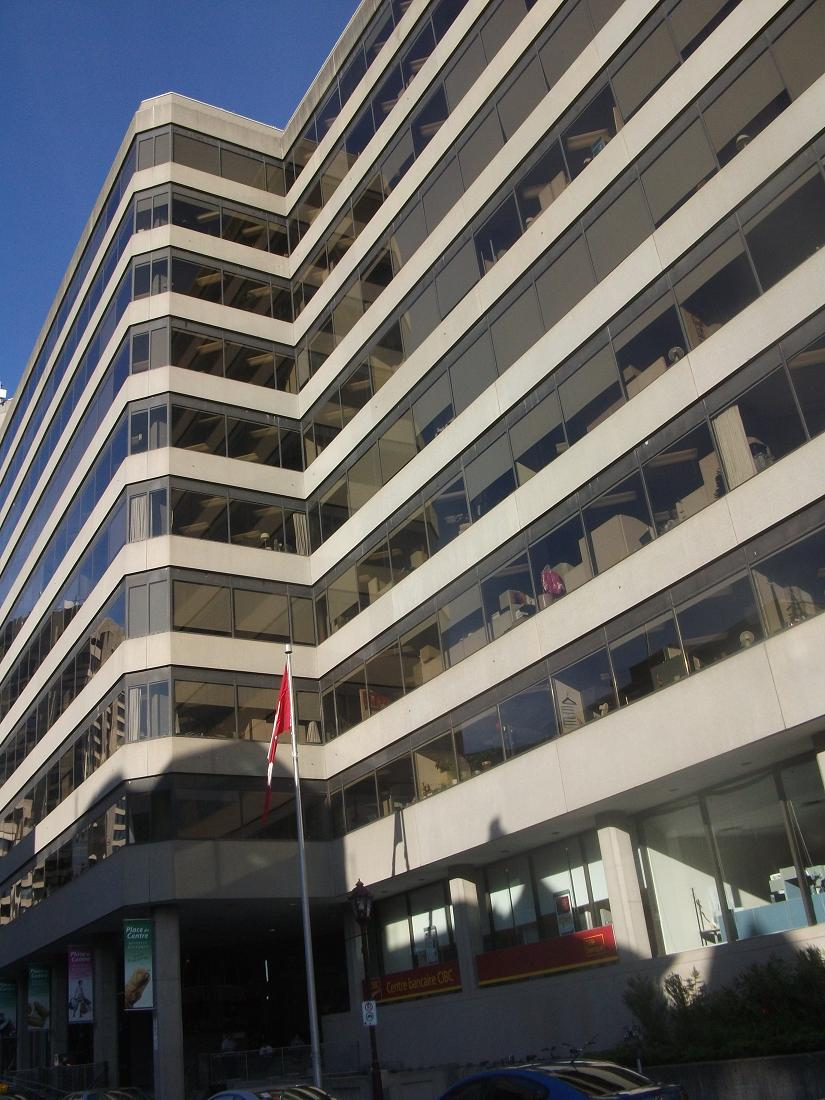
Sede del Transportation Safety Board of Canada

La Transportation Safety Board of Canada (TSB, in francese: Bureau de la sécurité des Transports du Canada, BST), è l'agenzia del governo canadese responsabile per il mantenimento della sicurezza dei trasporti in Canada. L'agenzia indaga ed emette raccomandazioni di sicurezza in merito ad incidenti che coinvolgono aerei, navi, treni, gasdotti e oleodotti. La sede si trova a Gatineau, nella provincia del Quebec.
Il TSB fu creato il 29 marzo 1990 da una legge speciale emanata dal Parlamento
per venire incontro alle critiche sollevatesi per la gestione, da parte della Canadian Aviation Safety Board, dell'inchiesta in merito all'incidente che vide coinvolto il volo Arrow Air 1285.
La sua prima indagine avvenne in seguito al disastro del volo Swissair 111 avvenuto il 2 settembre 1998, il più grave incidente aereo avvenuto in territorio canadese dopo quello della Arrow Air. Il TSB emise il suo rapporto finale il 27 marzo 2003, circa 4 anni e mezzo dopo l'incidente. Con un costo pari a 57 milioni di dollari canadesi, questa l'inchiesta fu la più complessa e la più costosa nella storia del Canada.
Il TSB può essere chiamato ad indagare in seguito ad un incidente sia dal governo federale che da quello provinciale, ma di solito è la Transport Canada che avvia la richiesta di indagine. I rapporti vengono resi pubblici al termine di ogni inchiesta. Le raccomandazioni formulate dal TSB non sono giuridicamente vincolanti per né per il governo del Canada né per i ministeri, ma il ministro che ha avviato l'indagine deve riconoscere ufficialmente le raccomandazioni formulate dal TSB.